# Boyero de Berna
El boyero de Berna (en alemán: Berner Sennenhund; en francés: Bouvier Bernois; en italiano: Bovaro Bernese) es una raza de perro boyero muy versátil que se originó en el Cantón de Berna en Suiza. Se trata de un moloso macizo, con una altura aproximada de 70 cm a la cruz y un peso, si es macho, que ronda los 48-51 kg y, si es hembra, los 46-49 kg. Se caracteriza por sus colores negro, marrón y blanco.[cita requerida]
Fue criado como perro de pastoreo de ganado mayor y guardián de fincas, aunque también solía usarse como animal de tiro cuando el granjero llevaba a vender la leche de las vacas que el propio perro cuidaba. Su gran inteligencia ha permitido que se le utilice con gran éxito como perro de salvamento. Su carácter afable y tranquilo, así como la facilidad con la que puede ser entrenado, le han convertido en un excelente animal de compañía, por su carácter confiable y predecible.[cita requerida]
Es un perro grande, por lo que necesita más de un paseo al día. Cariñoso y bueno con los niños, su pelaje es de color blanco en el abdomen y la parte inferior de las patas, negro en la mayoría del cuerpo y marrón en la zona de las patas y la zona superior de los ojos.

## Detalles
- Macho: 64 a 70 cm. Ideal: 66 a 68 cm
- Hembra: 58 a 66 cm. Ideal: 60 a 63 cm
- Trufa: negra.
- Hocico: fuerte, de largo mediano; caña nasal recta.
- Labios: adyacentes, negros.
- Mandíbulas/dentaduras: mordida en tijera fuerte y completa (los M3 no se toman en consideración). Se tolera una mordida en pinza.
- Ojos: de color marrón oscuro (pardo), no gazeos o claros, forma almendrada con párpados bien adheridos. Su colocación no es demasiado hundida, ni demasiado protuberante. Es un defecto el cierre de los párpados sueltos.
- Orejas: tamaño mediano, de inserción alta, triangulares, levemente redondeadas. Cuando está en reposo, apoyadas planas. En atención, eleva la parte posterior de la inserción, y el borde anterior permanece junto a la cabeza.
- Cuello: fuerte, bien musculado, de largo medio bien implantado.
- Cuerpo: línea superior: transición armoniosa y levemente descendente desde el cuello hasta la cruz; luego, transcurre recta y horizontal.
- Espalda: fuerte, recta y horizontal.
- Lomo: ancho y fuerte; visto desde arriba, algo recogido.
- Grupa: suavemente redondeada.
- Pecho: ancho y profundo, llega hasta la altura de los codos, y la parte anterior del pecho está bien marcada. Caja torácica lo más larga posible de corte transversal ancho-ovalado.
- Línea inferior y vientre: desde la caja torácica hacia el cuarto posterior se eleva levemente.
- Cola: bien cubierta de pelo, alcanza como mínimo la articulación del corvejón; en descanso, cuelga y durante el movimiento ondea a la altura de la espalda o levemente sobre esta.
- Extremidades: estructura ósea fuerte.
- Colores: marrón, blanco y negro, caracterizados por los colores de los perros suizos.

## Faltas para el estándar oficial

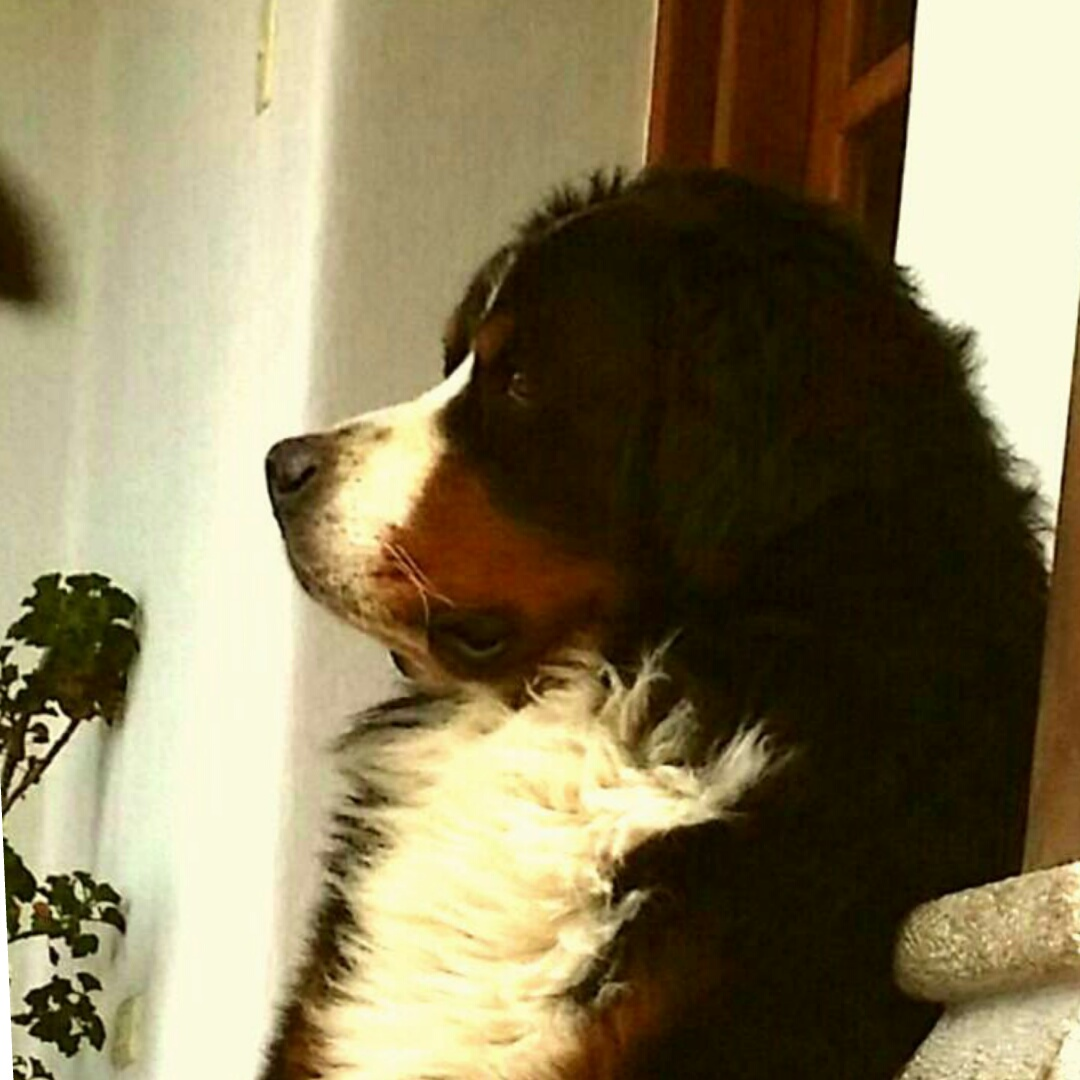
Detalle de la cabeza de un boyero de Berna.

### Faltas leves, según el Estándar FCI N° 45/ 22.11.2006 / E
- comportamiento inseguro;
- estructura ósea delgada;
- colocación irregular de los incisivos, en tanto mantenga la mordida correcta;
- ausencia de otros dientes, como máximo 2 PM1 (premolares 1); los M3 no se consideran;
- pelo notoriamente rizado;
- ausencia del dibujo blanco en la cabeza;
- lista demasiado ancha y/o dibujo blanco del hocico que llegue notoriamente más allá de la comisura labial;
- collar blanco;
- mancha perineal (diámetro mayor de 6 cm);
- blanco en los miembros anteriores, que llegue claramente más allá de la mitad de los metacarpos (botas);
- dibujos asimétricos perturbadores sobre la cabeza o/y en el pecho;
- manchas negras y bandas en el blanco del pecho;
- blanco sucio (fuertes manchas de pigmentación);
- tonalidad marrón o rojiza del color negro de base.
- El pelaje blanco del pecho debe terminar en v, tocando el ombligo.
- Debe variar el color de las huellas a bicolor.[cita requerida]

### Faltas eliminatorias
- agresividad, miedo, timidez marcada;
- nariz partida;
- prognatismo, enognatismo o arcada de los incisivos desviada;
- mancha blanca grande en la nuca (mayor de un diámetro de 6 cm);
- un ojo o dos ojos azules (ojos galeos) claros o de otro color;
- entropión, ectropión;
- cola quebrada, cola enroscada;
- pelo corto o doble capa de pelo;
- ausencia de los tres colores;
- presencia de otro color básico del pelaje que no sea negro;
- pelaje blanco en el cuello lo rodea como un collar.

Cualquier perro que muestre claras señales de anormalidades físicas o de comportamiento es descalificado en exposición.[cita requerida]

## Salud

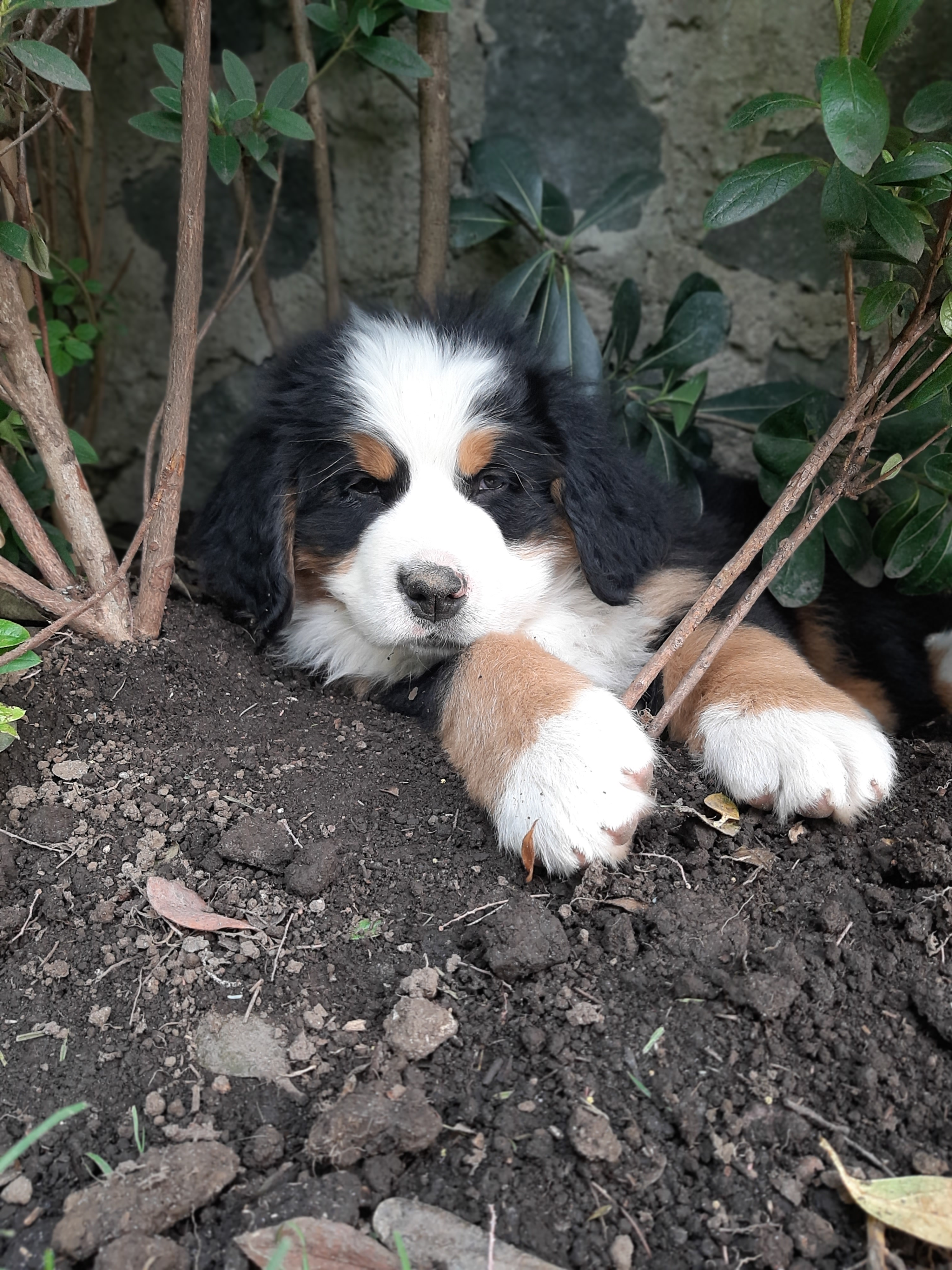
Cachorro de boyero de Berna.

### Esperanza de vida
La esperanza de vida media de un boyero de Berna es de 6 a 8 años, y desde hace unos años es de 10 a 12 años. El cáncer desempeña un papel importante en estos perros. Tienen un periodo de vida corto: algunos ejemplares pueden vivir solo 3 o 4 años, a causa del cáncer. El Bernese Mountain Dog Club of America está trabajando en este tipo de cáncer.[cita requerida]

### Histiocitosis
Hay varios tipos de histiocitosis, y no todos son fatales para el boyero de Berna. Los histiocitos se encuentran en todo el cuerpo, y forman parte integral del sistema inmune.
Formas benignas
El histiocitoma y la histiocitosis de la piel son las dos formas de histiocitosis benigna. Los histiocitomas son crecimientos en la piel que se parecen a las verrugas que por lo general desaparecen después de algunas semanas. La histiocitosis de piel son crecimientos de la piel individuales. 
En la histiocitosis sistémica, generalmente aparecen como masas en zonas de la piel tales como la nariz, los párpados y el escroto. Pueden ser masas duras, costras o úlceras suaves. La histiocitosis se extenderá hasta el bazo y otros órganos e imitará la histiocitosis maligna.[cita requerida]
La histiocitosis sistémica puede tratarse con inmunosupresores, y se sabe que la tasa de supervivencia es de uno a cinco años, desde el momento del diagnóstico. La histiocitosis sistémica se observa  generalmente en los boyeros de Berna machos, y puede aparecer incluso a los cuatro años de edad.[cita requerida]
La histiocitosis maligna es la forma más agresiva de cáncer. Este tipo de histiocitosis suele difundirse antes de que los síntomas evidentes se observen en el perro, y puede afectar los pulmones, los ganglios linfáticos, el bazo, el hígado, el sistema nervioso central y la médula ósea. Los síntomas más comunes son: pérdida de peso, debilidad, letargo, tos y dificultad para respirar.[cita requerida]
Si el bazo se ve afectado por histiocitosis maligna, puede extirparse. Sin embargo, la enfermedad finalmente afectará otros órganos, y el perro sucumbirá.
Prevención
La única medida de prevención para el cáncer en el boyero de Berna es la revisión veterinaria. Un veterinario puede buscar signos tempranos de cáncer antes de que sea demasiado extensa.[cita requerida]